# AZ Picerno
L'AZ Picerno è una società calcistica italiana con sede nel comune di Picerno, in provincia di Potenza. Milita in Serie C, la terza divisione del campionato italiano.
Fondato nel 1973, l'AZ Picerno ha partecipato a 5 campionati di Serie D. Ha vinto, nella stagione 2018-2019, il girone H di tale competizione nazionale, quarto livello del campionato italiano di calcio, ottenendo così la promozione in Serie C per la prima volta nella sua storia.

## Storia
Fondato nel 1973 come Polisportiva Picerno, il club si iscrive al campionato di Terza categoria lucano, che vince al secondo tentativo venendo promosso in Seconda categoria. Nella stagione 1984-1985 accede per la prima volta al campionato di Promozione vincendo lo spareggio contro la Murese. La squadra rimane in Promozione per otto stagioni fino al 1992-1993 quando viene retrocessa in Prima Categoria. Nel 1996 avviene la fusione tra Polisportiva Picerno e Az '81, società sino ad allora operante nel settore giovanile, e nasce la Polisportiva AZ Picerno.
Dopo nove anni tra i campionati di Prima e Seconda categoria, nella stagione 2001-2002 accede nuovamente in Promozione dopo aver vinto il campionato di Prima categoria, mentre nella stagione successiva viene ripescata in Eccellenza, campionato al quale accede per la prima volta per poi rimanervi per un decennio.
Nella stagione 2013-2014 vince, per la prima volta, la Coppa Italia Dilettanti Basilicata superando ai rigori il Real Tolve. Nella stagione 2014-2015 vince il campionato di Eccellenza ottenendo la prima promozione in Serie D.
La stagione d'esordio in Serie D si conclude con la retrocessione in Eccellenza, ma i lucani vengono ripescati a completamento organici. Dopo due anni trascorsi nella parte sinistra della classifica, nella stagione 2018-2019 la squadra vince il girone H, ottenendo per la prima volta la promozione in Serie C. Contestualmente guadagna l'accesso alla poule scudetto, dove non va, tuttavia, oltre la fase a gironi, pareggiando per 0-0 col Bari e perdendo per 0-1 con l'Avellino, poi vincitore del titolo nazionale.
In Serie C l'AZ Picerno ottiene il primo punto contro la Cavese, alla prima giornata, nella partita finita 1-1. Chiude la stagione regolare al sedicesimo posto, per poi centrare la salvezza vincendo i play-out contro il Rende, ma, a causa della combine relativa alla partita di Serie D del maggio 2019 contro il Bitonto, il club picernese viene condannato all'ultimo posto e alla retrocessione. La sentenza di retrocessione viene confermata dalla Commissione di Appello Federale l'11 settembre 2020.
Disputa il campionato di Serie D terminando al secondo posto del girone. Il 27 luglio 2021 viene riammesso in Serie C al posto del rinunciatario Gozzano. L'AZ Picerno poi termina al 10º posto, conquistando i play-off per la prima volta nella sua storia. Nella stagione 2022-2023 si classificano al sesto posto, miglior risultato di sempre in terza serie nella storia del club lucano. Nella stagione 2023-2024 eguaglia il sesto posto della stagione precedente, qualificandosi per la terza stagione consecutiva ai play-off. Nella stagione 2024-2025 si classifica ottavo, qualificandosi per la quarta volta di seguito ai play-off.

## Colori e simboli

### Colori
I colori dell'AZ Picerno sono il rosso e il blu che vengono disposti a righe verticali sulla maglia di casa mentre sono a righe orizzontali sulla maglia da trasferta.

### Simboli ufficiali

#### Stemma
Lo stemma dell'AZ Picerno è sempre stato uno scudo svizzero palato rossoblù, contenente al suo interno la Torre Medievale del paese e ai piedi di essa un pallone da calcio; nella parte alta è presente la denominazione della squadra. In un successivo restyling in concomitanza con l'approdo della squadra nel calcio professionistico, nel logo fu inserita la skyline del paese, sopra la denominazione. Dall'estate 2023, la società ha cambiato soggetto del logo sostituendo la Torre Medievale con la sagoma di una leonessa, simbolo della squadra, che campeggia al centro dello scudo, non più svizzero ma francese, sovrastante le iniziali della società.

## Strutture

### Stadio

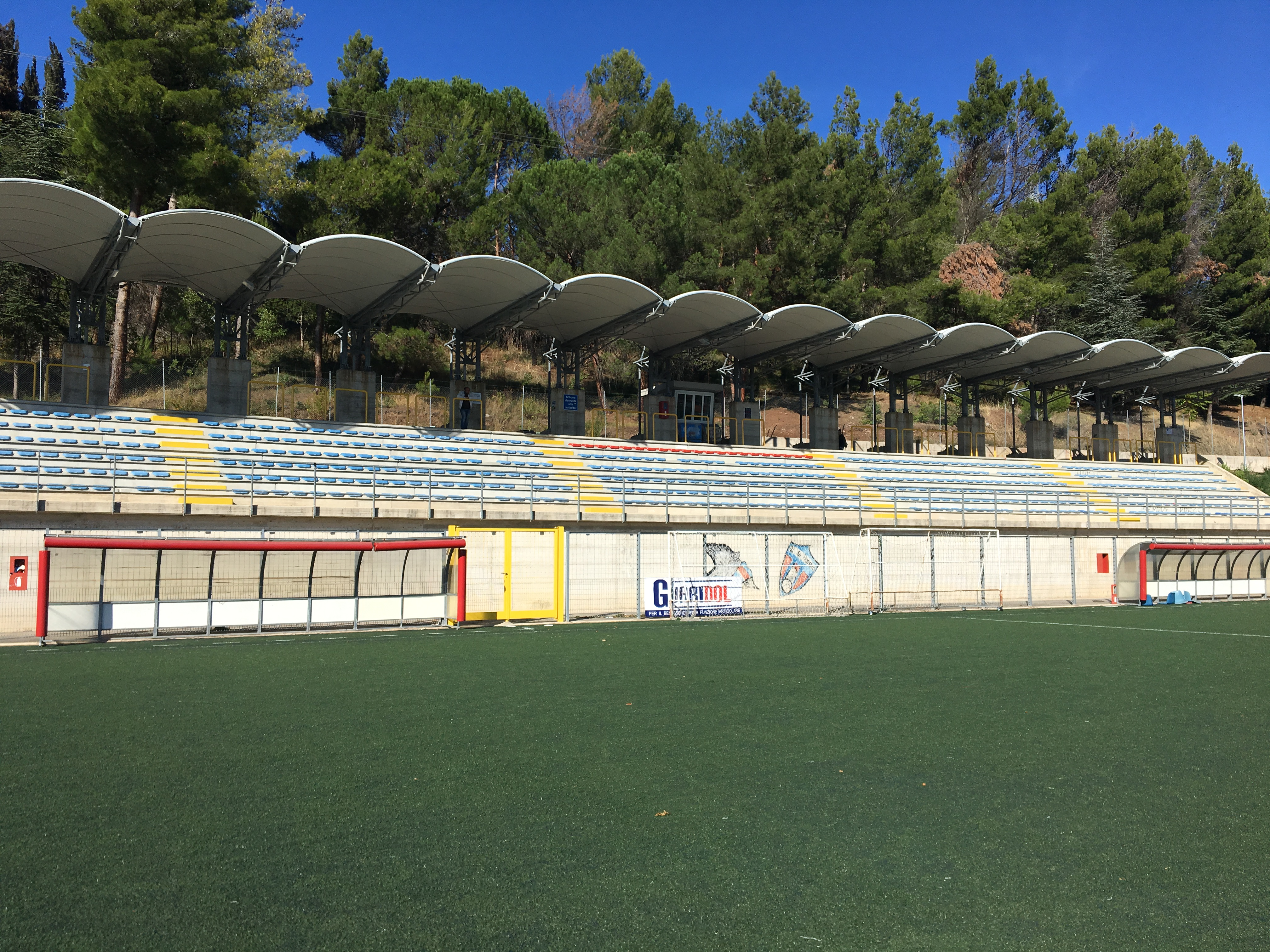
Settore distinti (locali)

L'AZ Picerno gioca le partite casalinghe allo stadio Donato Curcio di Picerno.
L'impianto di proprietà comunale, inaugurato nel 2008, ha una capienza di 1000 posti ed è dotato di due tribune (la tribuna Del Ventura al coperto e l'altra adibita a settore ospiti). È intitolato al presidente onorario Donato Curcio, imprenditore picernese emigrato nel 1951 negli Stati Uniti dove ha fondato un'impresa per la progettazione e produzione di macchine per decorare prodotti in plastica, che lo ha cofinanziato.
A seguito della promozione in Serie C la squadra, in attesa del completamento dei lavori di ristrutturazione ed ammodernamento dell'impianto casalingo, opta per disputare le partite di terza serie allo stadio Alfredo Viviani di Potenza, più capiente e omologato per la categoria.

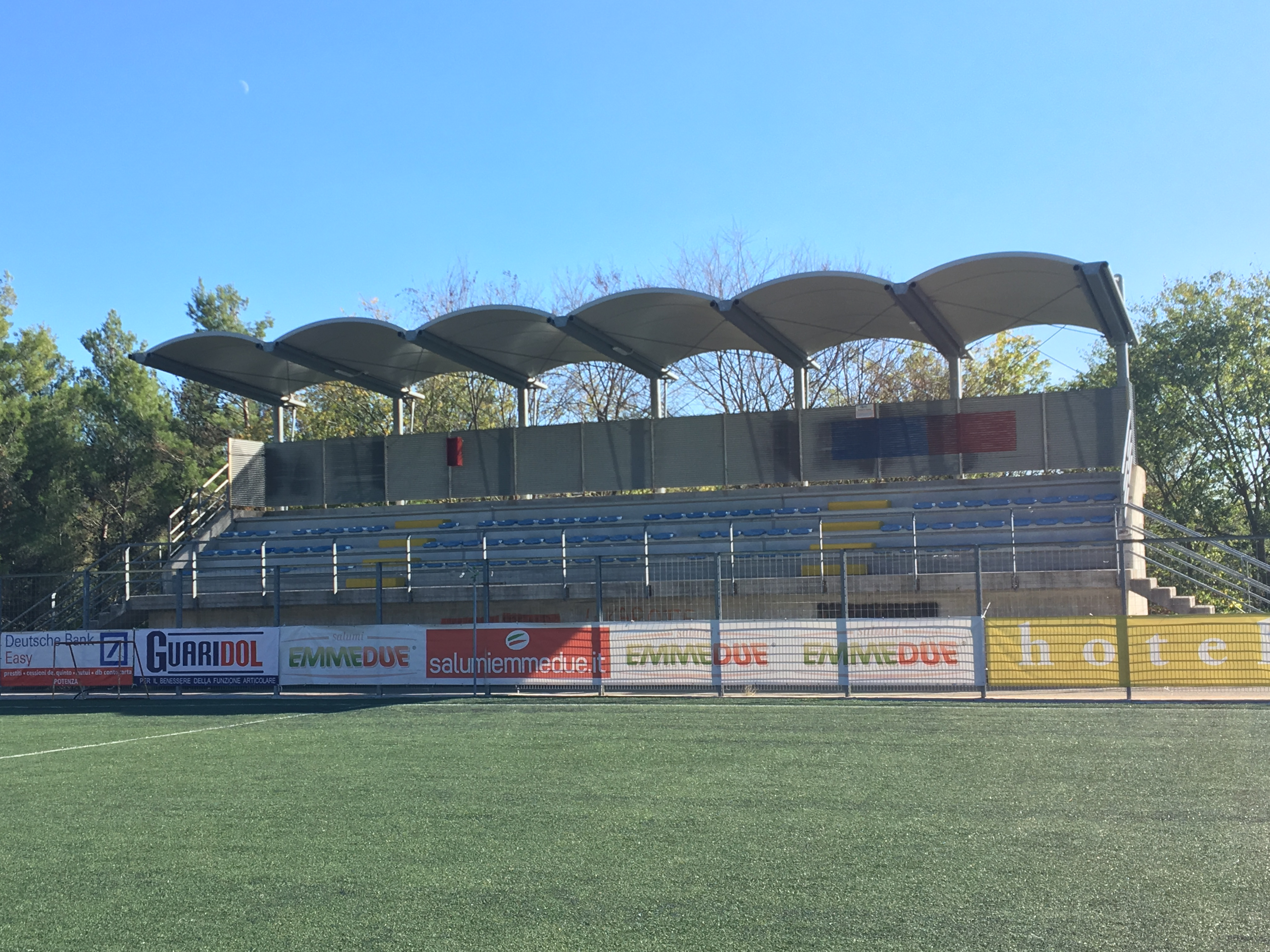
Ex tribuna ospiti oggi tribuna VIP

### Centro di allenamento
Il Picerno svolge le proprie sedute di allenamento allo stadio Donato Curcio.

## Allenatori e presidenti
| Allenatori - 1973-1974 ... - 1974-1975 Inattivo - 1975-? ... - ?-2012 Lino Massimo Caivano - 2012-2013 Gerardo Dente - 2013-2014 Giuseppe Catalano - 2014-2015 Maurizio De Pascale - 2015-2016 Maurizio De Pascale Sergio La Cava Pasquale Arleo - 2016-2018 Pasquale Arleo - 2018-2020 Domenico Giacomarro - 2020-2021 Ciro Ginestra Antonio Palo - 2021-2022 Antonio Palo Leonardo Colucci - 2022-2024 Emilio Longo - 2024- Francesco Tomei | Presidenti - 1973-1974 ... - 1974-1975 Inattivo - 1975-? ... - ?- Donato Curcio |

## Palmarès

### Competizioni interregionali
- Serie D: 1

2018-2019 (girone H)

### Competizioni regionali
- Eccellenza: 1

2014-2015
- Prima Categoria: 3

1984-1985 (girone A), 1994-1995 (girone A), 2001-2002 (girone A)
- Coppa Italia Dilettanti Basilicata: 1

2013-2014

### Competizioni provinciali
- Terza Categoria: 1

1975-1976 (girone F)

## Statistiche e record

### Partecipazione ai campionati
Campionati nazionali
| Livello | Categoria | Partecipazioni | Debutto   | Ultima stagione | Totale |
| ------- | --------- | -------------- | --------- | --------------- | ------ |
| 3º      | Serie C   | 6              | 2019-2020 | 2025-2026       | 6      |
| 4º      | Serie D   | 5              | 2015-2016 | 2020-2021       | 5      |

Campionati regionali
| Livello | Categoria         | Partecipazioni | Debutto   | Ultima stagione | Totale |
| ------- | ----------------- | -------------- | --------- | --------------- | ------ |
| I       | Eccellenza        | 12             | 2003-2004 | 2014-2015       | 18     |
| I       | Promozione        | 6              | 1985-1986 | 1990-1991       | 18     |
| II      | Promozione        | 3              | 1991-1992 | 2002-2003       | 11     |
| II      | Prima Categoria   | 8              | 1977-1978 | 1984-1985       | 11     |
| III     | Prima Categoria   | 8              | 1993-1994 | 2001-2002       | 9      |
| III     | Seconda Categoria | 1              | 1976-1977 | 1976-1977       | 9      |
| IV      | Seconda Categoria | 1              | 1996-1997 | 1996-1997       | 3      |
| IV      | Terza Categoria   | 2              | 1973-1974 | 1975-1976       | 3      |

### Partecipazione alle coppe
| Competizione            | Partecipazioni | Debutto   | Ultima stagione | Totale |
| ----------------------- | -------------- | --------- | --------------- | ------ |
| Coppa Italia            | 1              | 2018-2019 | 2018-2019       | 1      |
| Coppa Italia Serie C    | 5              | 2019-2020 | 2024-2025       | 5      |
| Coppa Italia Serie D    | 4              | 2015-2016 | 2018-2019       | 4      |
| Poule Scudetto          | 1              | 2018-2019 | 2018-2019       | 1      |
| Coppa Italia Dilettanti | 1              | 2013-2014 | 2013-2014       | 1      |

## Organico

### Rosa 2025-2026
Aggiornata al 13 agosto 2025.
| N. |                   | Ruolo | Calciatore                    |
| -- | ----------------- | ----- | ----------------------------- |
| 1  | Italia (bandiera) | P     | Elia Summa                    |
| 2  | Italia (bandiera) | D     | Marco Perri                   |
| 4  | Italia (bandiera) | D     | Filippo Frison                |
| 5  | Italia (bandiera) | D     | Angelo Veltri                 |
| 6  | Italia (bandiera) | C     | Andrea Marino                 |
| 7  | Italia (bandiera) | A     | Antonio Energe                |
| 8  | Italia (bandiera) | C     | Vittorio Graziani             |
| 9  | Italia (bandiera) | A     | Andrea Santarcangelo          |
| 10 | Italia (bandiera) | A     | Pasquale Maiorino             |
| 11 | Italia (bandiera) | A     | Emmanuele Esposito (capitano) |
| 12 | Italia (bandiera) | P     | Andrea Esposito               |
| 13 | Italia (bandiera) | D     | Gabriele Pagliai              |
| 14 | Italia (bandiera) | D     | Alessandro Vimercati          |
| 18 | Spagna (bandiera) | D     | Rubén García                  |

| N. |                       | Ruolo | Calciatore           |
| -- | --------------------- | ----- | -------------------- |
| 19 | Italia (bandiera)     | A     | Francesco Pio Petito |
| 20 | Italia (bandiera)     | A     | Vincenzo Flocco      |
| 21 | Italia (bandiera)     | D     | Giuseppe Salvo       |
| 22 | Italia (bandiera)     | P     | Simone Cortese       |
| 23 | Italia (bandiera)     | D     | Antonio Granata      |
| 25 | Togo (bandiera)       | C     | Malik Djibril        |
| 30 | Italia (bandiera)     | C     | Sebastiano Bianchi   |
| 32 | Italia (bandiera)     | C     | Vincenzo Ragone      |
| 33 | Serbia (bandiera)     | A     | Miloš Bočić          |
| 34 | Italia (bandiera)     | C     | Sergio Maselli       |
| 63 | Italia (bandiera)     | D     | Francesco Pistolesi  |
| 77 | Italia (bandiera)     | A     | Karim Cardoni        |
| 90 | Portogallo (bandiera) | A     | Léo Abreu            |
| 99 | Italia (bandiera)     | C     | Samuel Pugliese      |

### Staff tecnico
- Claudio De Luca - Allenatore
- Andrea Fonte - Match Analyst
- Emilio Salsano - Preparatore atletico
- Roberto Franzese - Team Manager
- Antonio Clementelli - Preparatore dei portieri
- Mario Spadino - Recupero infortunati
- Davide Di Biase - Fisioterapista